# Centru de convenție

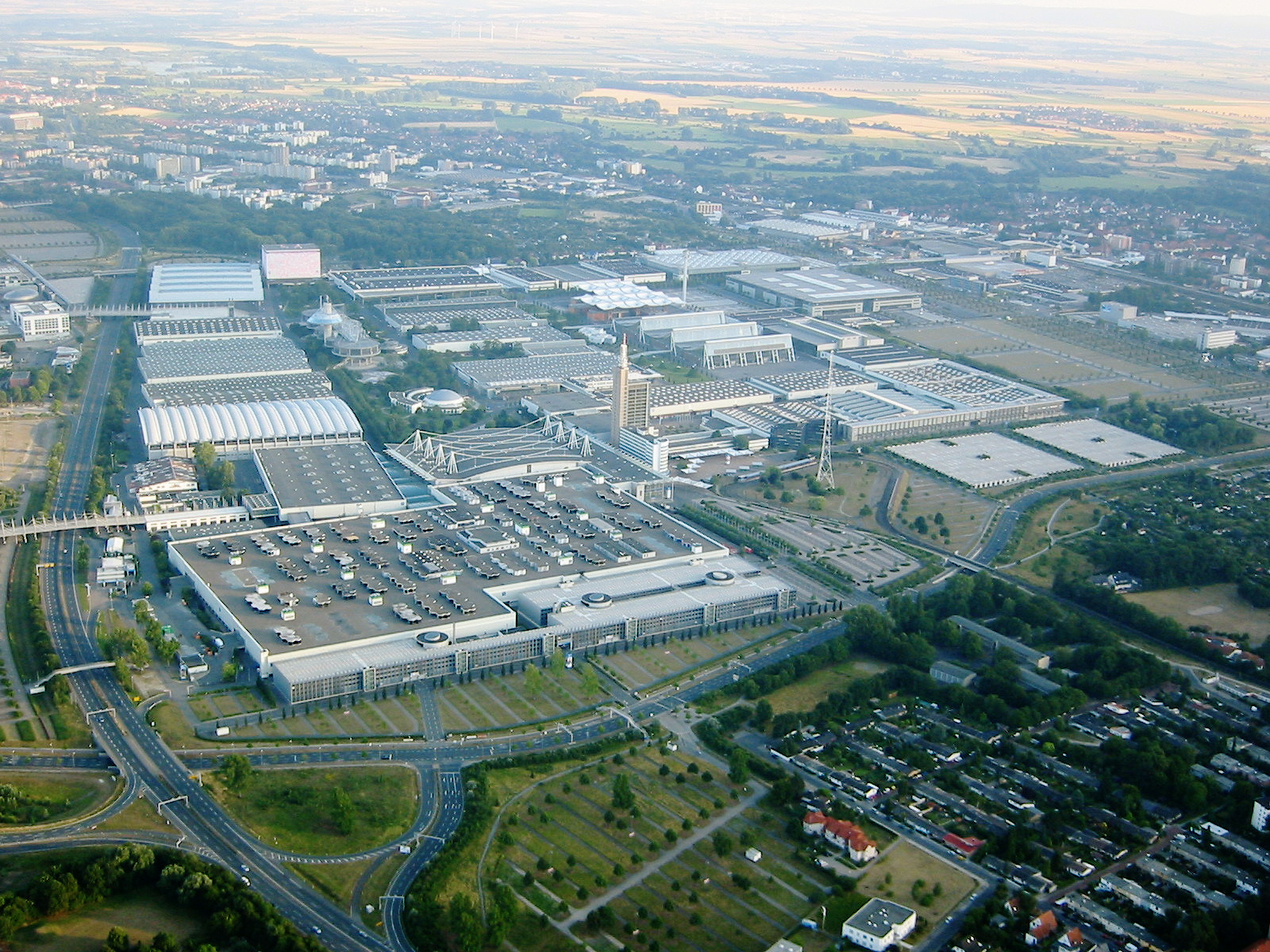
Hanover Fairground în Hanovra, Germania

Centru de convenție (în engleză americană; sau centru de conferințe în engleză britanică) este o clădire mare care este concepută pentru a ține o conferință, unde indivizi și grupuri se adună pentru a promova și împărtăși interese comune. Centrele de convenții oferă de obicei o suprafață suficientă pentru a găzdui câteva mii de participanți. Locurile foarte mari, potrivite pentru expoziții comerciale majore, sunt uneori cunoscute ca săli de expoziție. Centrele de convenții au de obicei cel puțin o aulă și pot conține, de asemenea, săli de concerte, săli de curs, săli de ședințe și săli de conferințe. Unele hoteluri mari din zona stațiunii includ un centru de convenții.